# Rafael Macedo
Rafael Godoy de Macedo (ur. 15 sierpnia 1994) – brazylijski judoka, medalista olimpijski z Paryża (2024), olimpijczyk z Tokio (2020), gdzie zajął 33. miejsce w wadze średniej.
Uczestnik mistrzostw świata w 2018, 2019, 2021, 2022, 2023 i 2024, a także medalista w drużynie w 2019 i 2021. Startował w Pucharze Świata w latach 2015–2017, 2019, 2020, 2022 i 2023. Wicemistrz igrzysk panamerykańskich w 2023 i piąty w 2019. Zdobył dziewięć medali mistrzostw panamerykańskich w latach 2017 - 2025. Wygrał wojskowe MŚ w 2018 i drugi w 2021 roku. 

## Letnie Igrzyska Olimpijskie 2020
| Konkurencja | Eliminacje             | Klas. końcowa |
| Konkurencja | Przeciwnik I           | Miejsce       |
| ----------- | ---------------------- | ------------- |
| 90 kg       | Isłam Bozbajew (KAZ) P | 33.           |